# Матие
Ма̀тие (на италиански: Mattie; на пиемонтски: Matie, Матие, на окситански: Maties, Матиес) е село и община в Метрополен град Торино, регион Пиемонт, Северна Италия. Разположено е на 730 m надморска височина. Към 1 януари 2020 г. населението на общината е 663 души, от които 33 са чужди граждани.